# Do Dooni Chaar
Do Dooni Chaar è un film del 2010 diretto da Habib Faisal.